# Jüdischer Friedhof (Barenburg)

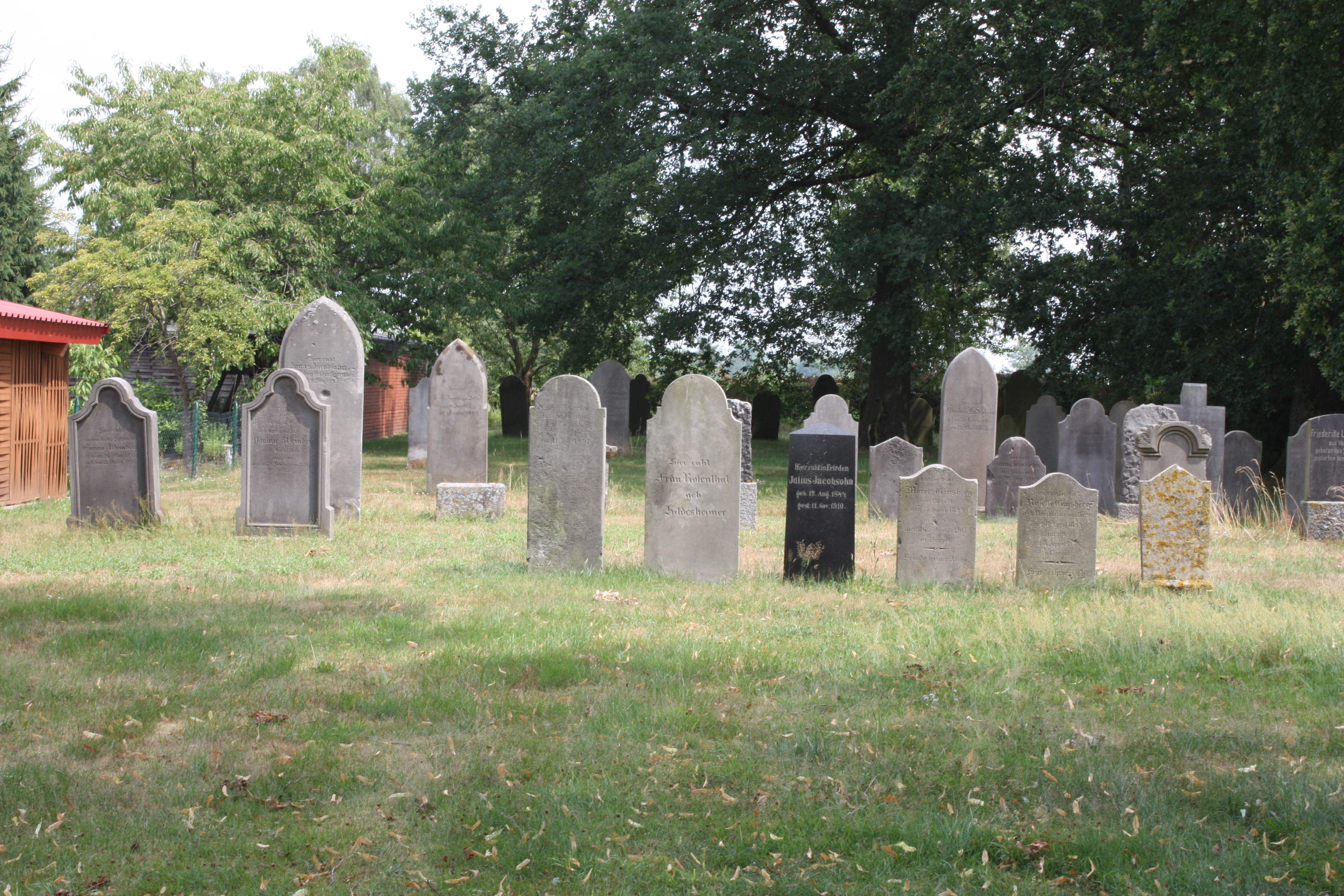
Jüdischer Friedhof in Barenburg

Der Jüdische Friedhof Barenburg ist ein gut erhaltener jüdischer Friedhof in Barenburg (Landkreis Diepholz, Niedersachsen). Er ist ein geschütztes Kulturdenkmal.

## Beschreibung
Der Friedhof befindet sich an der Straße „Zum Bahnhof“. Die 49 Grabsteine dokumentieren jüdische Verstorbene aus den Jahren 1828 bis ca. 1938.
Bis 1846 bestatteten die Juden aus Sulingen ihre Verstorbenen auf dem jüdischen Friedhof in Barenburg. Auch die Siedenburger Juden nutzten den Friedhof Barenburg, sowie den jüdischen Friedhof in Sulingen.